# Rajon Donezk
Der Rajon Donezk (ukrainisch Донецький район/Donezkyj rajon; russisch Донецкий район/Donezki rajon) ist ein ukrainischer Rajon mit etwa 1.400.000 Einwohnern. Er liegt in der Oblast Donezk und hat eine Fläche von 2895 km², der Verwaltungssitz befindet sich in der namensgebenden Stadt Donezk.
Er ist derzeit durch die Volksrepublik Donezk besetzt und steht somit nicht unter ukrainischer Kontrolle, aus diesem Grund besteht der Rajon nur de jure und nicht de facto.

## Geographie
Der Rajon liegt im Südosten der Oblast Donezk und grenzt im Norden und Osten an den Rajon Pokrowsk, im Nordosten an die Rajon Horliwka, im Südosten an Russland (Oblast Rostow, Rajon Matwejew Kurgan sowie Rajon Kuibyschewo) sowie im Süden und Südwesten an den Rajon Kalmiuske.

## Geschichte
Der Rajon entstand am 17. Juli 2020 im Zuge einer großen Rajonsreform durch die Vereinigung des Rajons Amwrossijiwka mit den Stadtgebieten der bis dahin unter Oblastverwaltung stehenden Städten Charzysk, Jassynuwata, Donezk, und Makijiwka.

Rajon Amwrossijiwka bis Juli 2020
Rajonsgebiet ab Juli 2020

## Administrative Gliederung
Auf kommunaler Ebene ist der Rajon in 6 Hromadas (6 Stadtgemeinden) unterteilt, denen jeweils einzelne Ortschaften untergeordnet sind.
Zum Verwaltungsgebiet gehören:
- 8 Städte
- 32 Siedlungen städtischen Typs
- 68 Dörfer
- 44 Ansiedlungen

Die Hromadas sind im Einzelnen:
- Stadtgemeinde Donezk
- Stadtgemeinde Amwrossijiwka
- Stadtgemeinde Charzysk
- Stadtgemeinde Jassynuwata
- Stadtgemeinde Ilowajsk
- Stadtgemeinde Makijiwka